# Ramsi, Estland
Ramsi är en ort i Estland. Den ligger i Pärsti kommun och landskapet Viljandimaa, i den södra delen av landet, 130 km söder om huvudstaden Tallinn. Ramsi ligger 66 meter över havet och antalet invånare är 732.
Terrängen runt Ramsi är platt. Runt Ramsi är det glesbefolkat, med 9 invånare per kvadratkilometer. Närmaste större samhälle är Viljandi, 7,2 km norr om Ramsi. I omgivningarna runt Ramsi växer i huvudsak blandskog.